# El Loco Chávez

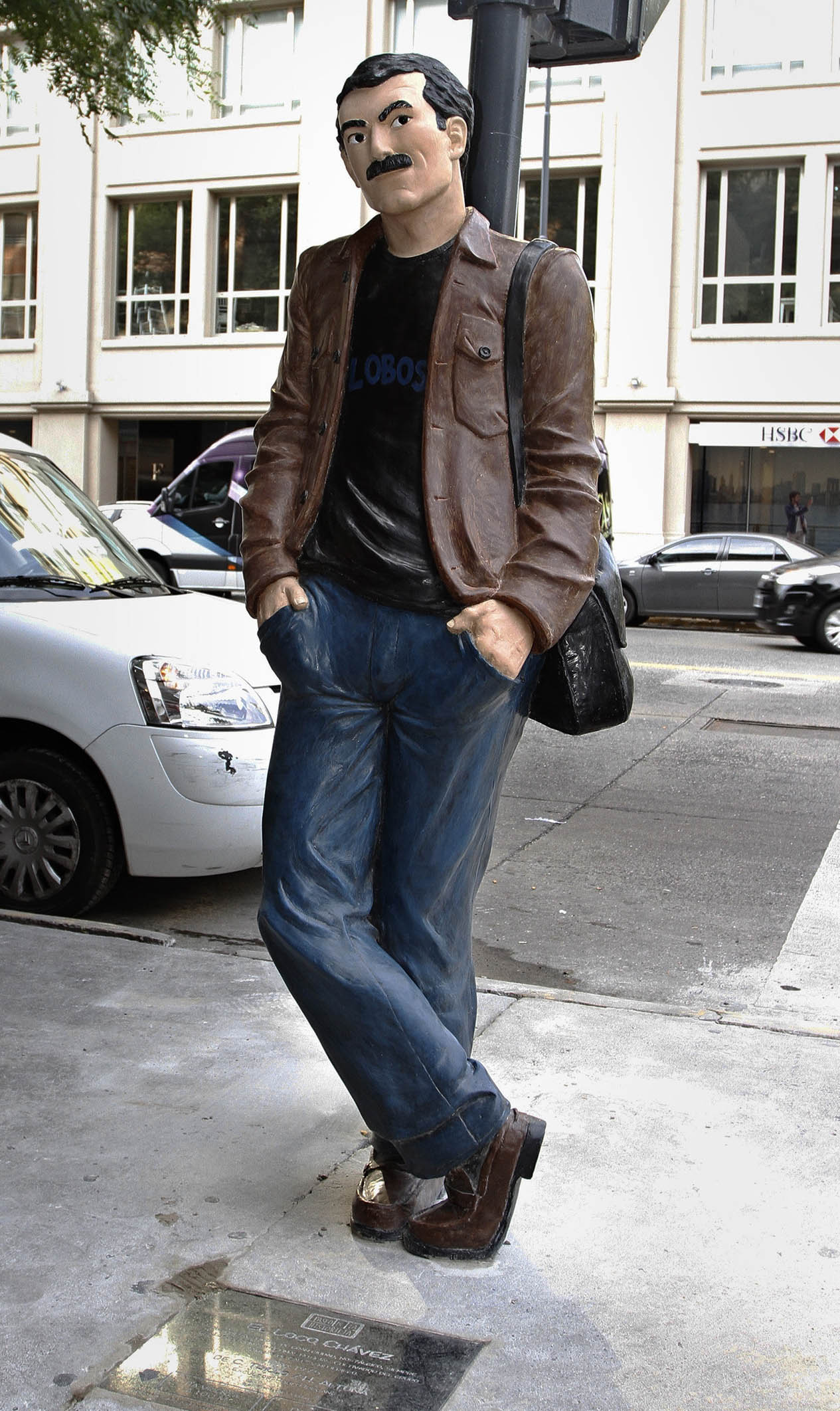
Estatua del "Loco Chávez" en el Paseo de la Historieta de Buenos Aires.

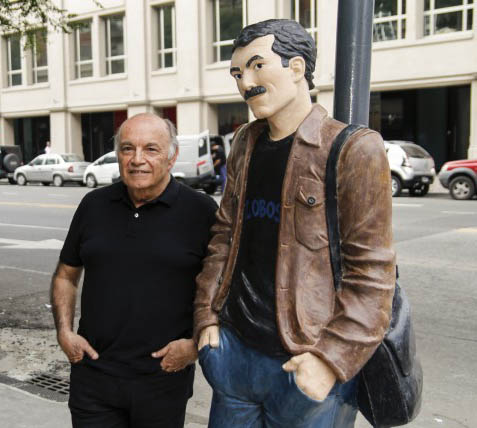
Altuna con la estatua.

El Loco Chávez es una serie de historietas publicada por el diario argentino Clarín desde el año 1975 hasta 1987. Los autores son el guionista Carlos Trillo y el dibujante Horacio Altuna. Esta dupla también creó las historietas Las puertitas del Sr. López (1979) y El último recreo (1982).

## Trayectoria
En 1975, el diario Clarín anuncia que reemplazará algunas historietas de su contratapa. Trillo y Altuna presentan una tira, que es elegida, y es así que comienzan a publicar El Loco Chávez el 26 de julio de 1975.
Esta historieta que se publica diariamente lo hará famoso. Parte del éxito de la tira se dio debido a la destreza del dibujante para representar a las «minas», a las mujeres que el personaje conquistaba. 
La tira fue tan popular que en 1978 el antiguo Canal 11 (a partir de 1990 llamado Telefé) emitió "Las aventuras del Loco Chávez". El programa duró solamente 5 semanas debido a la censura impuesta por el Proceso de Reorganización Nacional.
Por este trabajo recibió el premio Asociación de Dibujantes de la Argentina (1978) y el premio a la mejor tira diaria argentina en la Cuarta Bienal del Humor y la Historieta de Córdoba (1979). 
La tira se publicó por última vez el 11 de noviembre de 1987, siendo sucedida por El Negro Blanco, también del mismo guionista.
En España Norma Editorial la presentó en la revista "Cimoc" a partir de 1986 y cinco años después editó un álbum recopilatorio con el título El Loco Chávez. Profesión: reportero como número 13 de su colección "B/N".

## Personajes
- Hugo "El Loco" Chávez: protagonista de la tira, al comienzo de la tira era un periodista corresponsal en Europa, aunque luego regresó a Argentina. A través de sus aventuras narra el día a día de la realidad argentina. Es fanático de Racing Club de Avellaneda.
- Pampita: también periodista, llegó a convertirse en la novia del "loco".
- Balderi: el jefe del "loco" y también un amigo cercano.
- Malone: amigo del loco, se conocen hace años.
- Juan: compañero de trabajo del loco.